# 八戶工業高等專門學校
八戶工業高等專門學校（日语：八戸工業高等専門学校／はちのへこうぎょうこうとうせんもんがっこう）是一所位於日本青森縣的高等專門學校。
該校是日本國立高專當中，第一個採用4学期制的學校。目前規劃有春、夏、冬三個普通學期，進行自主探究學習的秋學期，以及開設選修課程為主的「發展學習期間」。

## 沿革
- 1963年 - 創校，為國立高專2期校。設有機械工學、電氣工學、工業化學三學科。
- 1968年 - 開設土木工學科。
- 1991年 - 工業化學科改組為物質工學科。
- 1995年 - 土木工學科改組為建設環境工學科。
- 2002年 - 設置專攻科。
- 2004年 - 交由獨立行政法人國立高等專門學校機構（日语：国立高等専門学校機構）管理。
- 2005年 - 電氣工學科改組為電氣情報工學科。
- 2015年 - 本科與專攻科進行組織調整，本科整併為產業系統工學科；專攻科整併為產業系統工學專攻[3]。

## 教育組織

### 本科（副學士課程）
- 產業系統工學科
  - 機械系統設計課程
  - 電氣情報工學課程
  - 材料・生物工學課程
  - 環境都市・建築設計課程

### 專攻科（學士課程）
- 產業系統工學專攻
  - 機械系統設計課程
  - 電氣情報系統工學課程
  - 材料・生物工學課程
  - 環境都市・建築設計課程

## 交通資訊
搭乘東北新幹線或八戶線至八戶車站，到站後轉搭計程車或公車，車程約10到15分。

## 外部連結
- 八戶工業高等專門學校官方網站 （页面存档备份，存于）